# Joana Amat Amigó
Joana Amat Amigó (Sant Just Desvern, 1952) és una empresària catalana.
La seva mare, Concepció Amigó, als 26 anys esdevingué la primera empresària del sector immobiliari a Espanya, perquè quan el seu marit va morir va decidir l'empresa que havia creat amb 24 anys, tres anys abans de morir. Joana va néixer el 1952, el dia després de la mort de son pare, i juntament amb la seva germana Immaculada van heretar i codirigir des del 1985 un negoci on fins a la llei de paritat del 2008 només van contractar dones com una manera de lluitar per la igualtat.
El gener del 2016 fou escollida presidenta de la Fundació Internacional de la Dona Emprenedora (Fidem) en substitució de Maria Angeles Tejada Barrio. El 2019 també era membre de la Taula de Gènere, Feminismes i LGTBI i impulsora del projecte Copersona que promou la responsabilitat social.
Va ser guardonada amb la Creu de Sant Jordi l'any 2019 "per la seva destacada participació en el sector immobiliari des de la seva empresa, Amat, al capdavant de la qual ha treballat amb gran compromís i dedicació. Per la voluntat de millora i creixement del seu àmbit professional i per promoure una cultura d'empresa coherent, innovadora i d'èxit. Presidenta de la Fundació Internacional de la Dona Emprenedora (FIDEM), la seva carrera professional és exemple del desenvolupament del talent femení, tant pel que fa a l'emprenedoria com a la direcció i la gestió empresarial".